# Marinestation København
 Der er for få eller ingen kildehenvisninger i denne artikel, hvilket er et problem. Du kan hjælpe ved at angive troværdige kilder til de påstande, som fremføres i artiklen.

 "Holmen" omdirigeres hertil. For andre betydninger af Holmen, se Holmen (flertydig).
Marinestation København eller  Marinestation Holmen er et sømilitært etablissement på Nyholm i København.
Holmen er det almindeligt anvendte navn for en række øer i farvandet mellem Sjælland og den nordlige spids af Amager. Disse øer var i mange år hovedbase for den danske orlogsflåde og har gennem tiden været kaldt Gammelholm, Nyholm (som er navnet på to af øerne), Orlogsværftet, Flådens Leje, Flådestation København og nu Marinestation København, som er det officielle navn.
I over 300 år var Holmen Danmarks største arbejdsplads. I dag har søværnet kun enkelte institutioner tilbage på Holmen, som i stedet er åbnet for offentligheden med boligbyggeri, offentlige institutioner som Kunstakademiets Arkitektskole, Statens Teaterskole, Den Danske Filmskole, Rytmisk Musikkonservatorium og Operaen på Dokøen.

## Historie
Erik Menved var den første konge, der etablerede flådehavn i København. Under Valdemar Atterdag blev flåden flyttet til Vordingborg, men Erik af Pommern flyttede flåden tilbage til København, og Kong Hans oprettede et værft for flådens skibe i byen. Kong Hans betragtes i dag som flådens grundlægger.
Christian 4. anlagde en "krigshavn" på Slotsholmen, men havnebassinet er for længst fyldt op og er i dag Det Kongelige Biblioteks Have. Et spor af anlægget er de gamle fortøjningsringe. Bygningerne omkring haven var oprindelig magasiner for flåden som tøjhus, provianthus, galejhus mm.
Efterhånden som skibene voksede, blev Christian 4.s krigshavn for lille, og flåden flyttede til Bremerholm. Her vidner Holmens Kirke, hvoraf en del udgøres af Bremerholms gamle ankersmedje, om flådens tilknytning til området.
Under Christian 6. blev der i 1739 etableret et dokanlæg på Christianshavn, nogenlunde hvor Strandgade ligger. Dette anlæg eksisterede til 1871, hvor det blev overtaget af Københavns Havnevæsen, og dokken blev fyldt op. Navnet "Gammel Dok" vidner stadig om, at her lå en del af flådens værft.

### Nyholm
Efterhånden som byen København voksede, var det ikke hensigtsmæssigt at have orlogsflåden liggende midt i byen. De mange træskibe udgjorde en stor brandfare, og det var kutyme at sømændene om bord i skibene smed deres affald af alle slags direkte i havnen, hvilket havde en stor negativ indflydelse på byens sundhedstilstand.
I 1680 begyndte man derfor at gennemføre en plan om at flytte flåden uden for byen. Ansvarlig for planen var generaladmiralløjtnant Niels Juel. Vest for en lav sandgrund, kaldet Revshalen (Refshalen (rævehalen), begyndte man at sænke udrangerede skibe fyldt med sten. I 1685 byggede man ud fra Christianshavn et forsvarsanlæg bestående af en vold med syv bastioner. Bastionerne eksisterer endnu, og i Carls Bastion og Wilhems Bastion ses krudtmagasinerne, der er Holmensområdets ældste bygninger fra hhv. 1688 og 1690. Den nordligste bastion var Charlotte Amalies Bastion, og nord for den blev der etableret to kanonbatterier, Batteriet Quintus og Batteriet Neptunus. Det sidste navn stammede fra det sænkede skib, som var grundlaget for batteriet. Dette batteri blev senere omdøbt til Christiani Sixti Batteri, i dag kendt som Batteriet Sixtus eller Sixtus. Man fortsatte med at sænke udrangerede orlogsskibe i området, og mellem dem fyldte man mudder fra havnen og afgravet affald fra Københavns gader. I visse gader i byen lå affaldet i et flere meter tykt lag, så der var en del at tage af. På denne måde opstod den ø, som fik navnet Nyholm. Ved Nyholms nordlige ende sænkede man skibet Elephanten i en 90 graders vinkel på øen. Herved skabtes en lille ø, og på denne måde fik man skabt beskyttelse for de skibe, der lå for anker ved Nyholm. "Øen" Elefanten har i mange år været landfast med Nyholm og opfattes i dag som en mole, ikke som en ø. Det store vandareal mellem Nyholm og Sjælland blev kaldt "Flådens Leje".
På Nyholm anlagde man beddinger til bygning af orlogsskibe, og det første skib, som blev søsat fra Nyholm, var Dannebroge i 1692. Skibet sprang i luften den 4. oktober 1710 under kamp mod svenskerne i Køge Bugt. Efterhånden flyttede byggeriet af alle de store skibe til Nyholm, og på Gammelholm byggedes der kun mindre skibe, men flåden opretholdt aktiviteter i området frem til midten af 1800-tallet.
Efter 1692 blev der bygget adskillige skibe på Nyholm, og her så man i 1750 for første gang en dansk konge, Frederik 5., i søofficersuniform i forbindelse med søsætningen af et nybygget skib. I 1807 ødelagde englænderne tre skibe på beddingerne på Nyholm, men selv om det var dårlige tider for flåden, blev der fortsat bygget skibe på beddingerne. Det sidste skib løb af stablen i 1918, hvorefter skibsbyggeriet og en række andre værksteder blev flyttet fra Nyholm til den sydligere beliggende Frederiksholm. Orlogsværftet blev udskilt fra flåden og blev en civil virksomhed med egen direktør.
Nyholm var noget mindre end i dag. Den strakte sig nogenlunde fra den nuværende nordlige ende ved Sixtus til dér, hvor Vestre Gamle Takkeladshus ligger i dag. Senere blev øen udvidet ned til Charlotte Amalies Bastion, den udstrækning øen har i dag. Denne udvidelse fandt sted mellem 1780 og 1820.

### Arsenaløen
Holmens sydligste ø er Arsenaløen. Samtidigt med at man begyndte at anlægge Nyholm, købte man en lille ø, som var helt uden forbindelse med Nyholm og Christianshavn, Den hed oprindeligt Motzmanns Plads og lå lige nord for Christianshavn. Senere blev den omdøbt til Christiansholm. En ny ø blev skabt ved opfyldning øst for Christiansholm, og på den begyndte man i 1742 at bygge et stort arsenal, som først blev færdiggjort omkring 1770. Den nye ø fik navnet Arsenaløen. Senere blev øen udvidet mod øst, og omkring 1860 havde den fået den størrelse, som Arsenaløen har i dag.
På Arsenaløen fandtes oprindeligt hovedporten til Nyholm (Nyholm var oprindeligt ikke bare navnet på den nordlige ø, men navnet på hele flådens område i havnen – altså en modsætning til Gammelholm på Sjællandssiden). Adgangen til området foregik ad søvejen. At sejle til Holmen var den eneste mulighed for at komme dertil. En "færge" sejlede til Christiansholm, hvorfra man gik over en bro til Arsenaløen. Her kom man så ind til "Nyholm" gennem en meget flot portal, som nu vender ud til kanalen mellem Arsenaløen og Christiansholm. Porten kaldes "Kongeporten". Den ses ikke mere af særligt mange. Det skyldes ikke mindst, at Arsenaløen midt i 1800-tallet blev landfast med Christianshavn, så der blev etableret en ny hovedindgang til Holmen, den såkaldte Værftsbrovagt. Dermed ophørte sejladsen til Christiansholm, og Kongeporten blev ikke længere anvendt. Christiansholm er ikke længere en del af Holmen. Øen bruges blandt andet som papirlager af de danske dagblade. Det er i dag muligt at snirkle sig frem langs kanalerne og beundre den gamle port.

### Frederiksholm
Omkring 1750 begyndte man at fylde op ved en mudret grund syd for Nyholm. Herved opstod to små øer, Ballastøen og Ankerøen, samt en noget større, men lang og smal ø, som derfor fik navnet Langøen. Fra Nyholm blev der bygget bro til Ballastøen, herfra til Ankerøen, og fra Ankerøen til Langøen. I Langøens sydlige ende blev der bygget bro til Arsenaløen i sidste halvdel af 1700-tallet, og alle Holmens øer var nu forbundne. Øst for Langøen fandtes en grund kaldet Mudderøen, og området mellem Langøen og Mudderøen samt selve Mudderøen blev fyldt op, og Frederiksholm opstod. Her var det meningen, at der skulle opføres boliger for flådens personale som erstatning for Nyboder, men planerne blev aldrig ført ud i livet. I stedet opførtes skure til opbevaring af master. Desuden opførtes en række andre bygninger på øen. Efter kanonbådskrigen, blev der opført skure til opbevaring af kanonbådene. Da Nyholm var udvidet og vokset sammen med Ballastøen og Ankerøen til det nuværende Nyholm, anlagde man en ny Ballastø og en ny Ankerø vest for Frederiksholm. Da man rømmede Gammelholm midt i 1800-tallet, blev de fleste aktiviteter herfra placeret på Frederiksholm, og i 1918 etablerede man Orlogsværftet her og på Dokøen.

### Dokøen
Denne ø, der blev opfyldt vest for Langøen, kom til at inkludere såvel Ankerøen som Ballastøen. De to øer havde navn efter deres formål. På Ballastøen kunne skibene laste og losse ballast, og Ankerøen blev brugt til oplagring af skibenes ankre. På den nye ø byggede man i 1788 en bygning til opbevaring af ankerstokke ("Stokhuset"), men huset blev revet ned allerede i 1925, da Orlogsværftet skulle have plads til nye værksteder. I 1858 anlagde man en stor tørdok som afløser for dokken på Christianshavn, og herefter fik øen sit nuværende navn, Dokøen. Øen har siden 1925 været landfast med Frederiksholm, men beholdt sit navn. Også denne ø var oprindeligt betydeligt mindre, end den er i dag, men voksede i årene efter sin anlæggelse ved yderligere opfyldning mod syd, ned mod Christiansholm..

### Batteriet Quintus
På Batteriet Quintus bag det nuværende Nyholm og adskilt fra den af Søminegraven, holdt Søværnets Minevæsen til. Her skete der i 1951 en stor katastrofe, da der udbrød brand i et mineværksted, og adskillige miner eksploderede. To mand fra søværnet blev dræbt, og 14 brandfolk fra Københavns Brandvæsen og Falcks Redningskorps mistede livet, da minerne eksploderede, mens de var i gang med slukningen. Over 60 mennesker blev såret ved ulykken. Efter ulykken flyttede minedepoterne væk fra Holmen til ubebyggede områder rundt om i landet.

### Margretheholm
Uden for voldgraven bag Charlotte Amalies Bastion blev der under første verdenskrig bygget en flyvebådsstation, og her holdt Søværnets Flyvevæsen til frem til 1950, hvor tjenesten blev overført til det nyoprettede flyvevåben. På området flyttede derefter en række af søværnets skoler ind. Margretheholm fik navn efter tronfølgeren, nu dronning Margrethe 2.

## Holmens status i dag
Holmen var fra 1690 til 1993 hovedbase for den danske flåde. Efter 2. Verdenskrig, blev der bygget flådestationer i Korsør og Frederikshavn, men selv om flere aktiviteter flyttede dertil, bevarede Holmen sin status. I 1991 blev Orlogsværftet lukket, og i de følgende år flyttede flere og flere aktiviteter fra Holmen. 1. maj 1993 blev Flådestation København officielt nedlagt og skiftede status til marinestation. Marinestationens aktiviteter er i dag koncentreret på Nyholm. Til sommeren 2006 havde Søværnets Materielkommando (SMK) aktiviteter på Arsenaløen, men bygningerne er nu overtaget af Forsvarskommandoen, og SMK's aktiviteter er lagt sammen med HMAK (Hærens) og FMK (Flyvevåbnets) i Forsvarets Materieltjeneste (FMT), som holder til i Ballerup.

## Bygninger og anlæg m.m. på Holmen
Dette afsnit beskriver nogle af bygningerne på Holmen – eller rettere de bygninger, der var på Holmen, da området blev åbnet for offentligheden. Nogle af bygningerne er nu væk og erstattet af nybyggeri, men de fleste af de nævnte bygninger er fredet og eksisterer endnu, selv om de i dag anvendes til andre formål end de oprindelige.

### Bygninger og anlæg på Arsenaløen
Der er ikke så mange bygninger tilbage på Arsenaløen. Forsvaret har aktiviteter her, som gør, at de fleste bygninger er lukket for offentligheden.

#### Værftsbrovagten
var i mange år hovedporten til Holmen. Værftsbroen forbandt Arsenaløen med Christianshavn, men kanalen, som den førte over, er for længst forsvundet. Navnet er dog bevaret. Lige inden for porten til venstre lå i mange år et "gartneri" med et drivhus. Her dyrkede man vin på stiklinger fra Holmens berømte vinstok. Fra Værftsbrovagten gik Holmens gamle "hovedvej" gennem hele området. Vejen hedder i dag Danneskiold-Samsøes Allé, opkaldt efter Frederik Danneskiold-Samsøe, der var flådens øverste chef i midten af 1700-tallet, og som var drivkraften bag Holmens udvikling. Lige efter vagten går en sidevej til højre, (Arsenalvej). For enden af den lå tidligere et ammunitionslaboratorium, hvorfra der ofte kunne spores en ikke altid lige behagelig lugt.

#### Forsvarskommandoen
Bygningen på Danneskiold-Samsøes Allé 1 (den første bygning til venstre) anvendes ikke længere af forsvaret. Bygningen er overtaget af et privat ejendomsudviklingsselskab, som vil lave kontorlokaler i bygningen. Bygningen er fra 1917.

#### Kuglegården
Bag hovedbygningen, med adgang ad Kuglegårdsvej eller Søartillerivej ligger Kuglegården. Også dette bygningskompleks er overtaget af et privat ejendomsudviklingsselskab, som vil lave kontorlokaler i bygningen. Desværre er området lukket for offentligheden. Bygningerne ud mod kanalen er det oprindelige Arsenal fra 1770. Det var planen, at Kuglegården åbnes for offentligheden i 2020. Mellem de to arsenalbygninger findes Kongeporten som omtalt under Arsenaløens historie. Foruden de to arsenalbygninger blev senere bygget to sidefløje, og der blev lukket med en mur mod øst, så der virkelig blev tale om en "gård". Kuglegårdens nordlige sidebygning var oprindeligt proviantmagasin, og her fandtes de store saltkar, som blev brugt til at salte det kød, som skibene fik med som proviant.
I Kuglegården er opstillet et par kanoner fra blokskibet Indfødsretten, der blev erobret af englænderne under Slaget på Reden, men som senere sank ved Middelgrunden, hvor kanonerne blev fundet.

#### Halvtolv
Langs vejen "Halv Tolv" ligger der i dag nybyggede boligblokke og en Netto-butik. Oprindeligt var det ikke vejen, men hele dette nordøstlige hjørne af Arsenaløen der gik under navnet "Halv tolv". Kanonbådsskurene lå i 11 nummererede grupper med fem eller seks i hver, plus en sidste med kun tre, som blev kaldt nummer halv tolv. En anden, spøgende, forklaring er at navnet er opstået, fordi arbejderne her fik frokostpause en halv time før de øvrige arbejdere på grund af den lange spadseretur til marketenderiet på Frederiksholm. De fleste kanonbådsskure er revet ned i dag, og stort set hele området er bebygget med boligblokke.

### Bygninger på Frederiksholm
Der er mange bygninger på Frederiksholm, og de anvendes alle til et andet formål end det, de oprindeligt blev opført til. Frederiksholm henligger i øjeblikket som en stor byggeplads, og det er her, der er sket de største forandringer, siden Søværnet forlod området i 1993.

#### Bohlendachhuset
Det første hus til højre, når man kommer over broen til Frederiksholm, kaldes Bohlendachhuset. Huset er bygget i 1801, og det, der gør huset specielt, er tagkonstruktionen. Huset er det eneste af sin art i Danmark. Bygningen ejes i dag af sangeren og komponisten Anne Linnet. Indtil flådens udflytning fra Holmen rummede huset Søværnets Museum, hvor en del af førstesalen blandt andet var indrettet med inventaret fra chefkahytten fra fregatten Fyen. Blandt andet var her et rundt bord, på ca. 3 m i diameter, som kunne trækkes ud til omkring 15 meters længde. I den underste etage var udstillet blandt andet kanoner og andre våben, joller og andet materiel fra søværnets historie. Oprindeligt var huset opført som magasin for raperter ("stativer" til kanoner).

#### Gamle Bådeværft
Bag Bohlendachhuset ligger en lang, lav bygning. Det er det gamle bådeværft fra 1867, hvor der tidligere blev bygget redningsbåde m.m. I dag er bygningen indrettet som rækkehuse.

#### Torpedobådsværkstedet
Bag Bohlendachhuset (ved Gavlhusvej) lå tidligere det gamle torpedobådsværksted. Her kunne torpedobåde sejle ind i stor hal, hvor man kunne arbejde på dem i tørvejr, også udenbords. Endnu tidligere lå her den såkaldte Dellehauge, et magasin hvor man opbevarede kasseret gods, som så blev bortsolgt. Området ved siden af Dellehauge-bygnigen var i mange år udlejet til Det Kongelige Teater, der brugte det som kulissedepot. Selve torpedobådshallen er i dag ombygget til moderne lejligheder.

#### Kanonbådsskurene
Langs Frederiksholms østlige bred ligger 32 sortmalede træskure. De blev opført i 1813 af Sø-Etaten til de kanonbåde – store robåde – man byggede, efter at den danske flådes skibe var blevet bortført af englænderne. Bådene gav navn til "kanonbådskrigen". Da man ønskede at kunne trække bådene op på land, havde man således behov for nogle skure til dem. Først i 1850 var man færdig med alle skurene.
Efterhånden blev kanonbådene erstattet af mere moderne fartøjer, men skurenes oprindelige formål med at give læ var fortsat nyttigt. Således brugte man dem til mindre motorbåde og tilsvarende øvelsesfartøjer. I 1964 frededes skurene.
Da Søværnet fraflyttede Holmen i 1996, var træskurene præget af længere tids utilstrækkelig vedligeholdelse, hvorfor man gennemførte et omfattende restaurationsarbejde på foranledning af ejendomsselskaberne Søtoftegård og Keops, der i de følgende år købte de gamle kanonbådsskure.
Efter restaurationen benytter en række mindre virksomheder skurene til f.eks. kontorer. Således husede de bl.a. den hedengangne avis "Dagen".
Kanonbådsskurene har givet navn til Kanonbådsvej, der løber langs skurene nord/syd ved Frederiksholms østlige bred.
Om aftenen den 18. august 2006 udbrød der brand i fem af de midterste skure. Det lykkedes Københavns Brandvæsen at forhindre spredning til de omkringliggende bygninger, men de fem ramte stod ikke til at redde. Således blev ca. 1.500 m² ødelagt.

#### Masteskurene
Modsat Bohlendachhuset ligger Masteskursvej. Her lå de masteskure, som var de første bygninger på Langøen, da den blev opfyldt. De høje bygning længst mod syd er "Mærsehuset", hvor skibenes mærs blev opbevaret. Tidligere var der også masteskure nord for magasinbygningerne, men de er for længst revet ned.

#### Saugværket og Saugværkspladsen
Mellem Danneskiold-Samsøes Allé og Masteskurene ligger ejendommen Saugværket (opført 2005) og Saugværkspladsen. Her lå tidligere "Saug- og Høvleværket".

#### Exercerhuset
Ved den østlige ende af Philip de Langes Allé (opkaldt efter arkitekten, der blandt andet tegnede Mastekranen på Nyholm), lå tidligere "Holmens Idrætsanlæg" med idrætshal, fodbold-, atletik- og tennisbaner. I dag er kun idrætshallen , "Exercer og Gymnastikhuset", som det hedder, tilbage. Bygningen er tegnet af C.T. Andersen, der var Holmens arkitekt i anden halvdel af 1800-tallet. Det blev fredet i 1992 ligesom mange af Andersens øvrige huse. En ny idrætsplads er anlagt på Arsenaløen lige inden for Værftsbrovagten.

#### Magasinbygningerne
Langs Takkeloftsgraven mellem Frederiksholm og Dokøen strækker sig to lange bygninger (hver 140 m lang). Det er Søndre og Nordre Magasinbygning, der blev bygget i 1767 som magasin for skibenes takkelage (bomme, vanter, fald, skøder mm.), kaldet "Takkelloftet" eller "Takkelloftsbygningen" og som hovedmagasin for flåden. Denne bygning blev kaldt "Hovedmagasinbygningen". Oprindelig var de to bygninger i to etager, men senere blev der bygget en ekstra etage på. I de senere år blev bygningerne brugt som depoter for flådestationen, og i dag er der indrettet lejligheder i den Søndre Magasinbygning. Det kan ses i den danske TV-serie "Ørnen". Den Nordre Magasinbygning anvendes af arkitektskolen. Mellem de to bygninger var der oprindelig en portal, der svarer til den, der er mellem Kuglegårdens bygninger, men denne portal er for længst revet ned. Som flere andre bygninger på Holmen er også disse bygninger tegnet af Philip de Lange, der døde, inden han så bygningerne færdige.

#### Orlogsværftets værksteder
De fleste andre bygninger på Frederiksholm, fx de store værksteds- og depotbygninger, der nu er indrettet til Kunstakademiets Arkitektskole, tilhørte Orlogsværftet. Det gælder også den store kedelsmedje tegnet af C.T. Andersen, hvor man byggede og vedligeholdt kedler, dengang skibene sejlede med damp. I den ene ende af smedjen var værftets elektricitetsværk. I 2009 påbegyndte man en restaurering og nyindretning af kedelsmedjen, der er fredet.
Den såkaldte Meldahls Smedje er fra 1860 og ligger på nordsiden af Danneskiold-Samsøes Allé. Bygningen, der nu bruges af Arkitektskolen, er tegnet af Ferdinand Meldahl og er en af de mest sobre og enkle, brugsbestemte bygninger på Holmen. Bygningen blev fredet 1992.
Over for Meldahls Smedje ligger den tidligere, ligeledes aflange klejnsmedje og nye maskinværksted, opført 1918-19 ved Olaf Schmidth og Christiani & Nielsen. Bygningen huser nu Kunstakademiets Arkitektskoles Bibliotek, der blev flyttet herud 1998-99.
Her på Frederiksholm havde direktøren for Orlogsværftet sine kontorer i Nordre kontorbygning, der ligeledes anvendes af Arkitektskolen. Da Orlogsværftet i 1918 blev flyttet til Frederiksholm og Dokøen, blev det gjort til et civilt værft med egen direktør. I 1970 ophørte Orlogsværftet med at virke som nybygningsværft, og samtidigt kom værftet tilbage under Søværnets kontrol. Orlogsværftet blev et "rent" reparationsværft og blev underlagt Søværnets Materielkommando. Nybygninger blev udført på civile skibsværfter rundt omkring i Danmark, og i 1991 blev værftet helt lukket.

#### Modelværkstedet
Denne bygning, tegnet af C.T. Andersen, er i modsætning til de øvrige gamle bygninger på Frederiksholm bygget i røde mursten. Alle orlogsværftets øvrige bygninger er bygget i gule sten. Modelværkstedet eller Modelkammeret, som det oprindelig hed, blev opført i 1892, og det ligger på hjørnet af Danneskiold-Samsøes Allé og Philip de Langes Allé og giver i dag plads til Arkitektskolens afdeling 3. Den lange gule bygning, der ligger langs Danneskiold-Samsøes Allé bag modelværkstedet, er det gamle Beklædningsmagasin. Det var her soldaterne fik udleveret deres mundering, og i gavlen lå det gamle Beklædningsudsalg, hvor "selvbeklædere" kunne købe deres uniformsgenstande. Også det er et værk af C.T. Andersen.
I det nordøstlige hjørne af Frederiksholm, i andre af Orlogsværftets gamle værksteds- og kontorbygninger ligger en række undervisningsinstitutioner m.m. Mellem Leo Mathisensvej og Eik Skaløes Plads, der er opkaldt efter kendte musikere fra hver sin generation og genre, ligger i dag Rytmisk Musikkonservatorium. På Per Knutzonsvej opkaldt efter skuespilleren, instruktøren og teaterlederen ligger Statens Teaterskole, og på Theodor Christensens Plads, opkaldt efter filminstruktøren, ligger Den Danske Filmskole.

### Anlæg på Dokøen
I dag er der kun to bygninger på Dokøen. Den dominerende bygning er det nybyggede operahus. Ved siden af Operahuset står pumpehuset fra den gamle tørdok. Flydedokkerne og de gamle værksteder er fjernet, og kun tørdokken og de to højbanekraner minder om, at her lå engang et skibsværft, der var en af Københavns største arbejdspladser.

### Bygninger og anlæg på Nyholm
Nyholm er altså den ældste del af Holmen og rummer i dag Marinestation København. Nyholm er derfor principielt lukket område. Der er dog åbent for offentligheden mellem solopgang (dog tidligst kl. 08.00) og solnedgang. Det svarer til de officielle flagtider, og flagtiderne (og dermed lukketid for Nyholm) varskos med et enkelt skud fra salutkanonerne på batteriet Sixtus. Uden for disse tider kræves adgangskort til området.

#### Georg Stage
I graven mellem Nyholm og Frederiksholm ligger skoleskibet Georg Stage, når det ikke er til søs. Tidligere lå skibet i Takkeloftsgraven mellem Frederiksholm og Dokøen. Georg Stage er en tremastet fuldrigger fra 1934. I dag er skibet verdens mindste sejlende fuldrigger. Om bord uddannes vordende søfolk i praktisk sømandskab.

#### Eskadrebygninger og værksteder
Til venstre, når man kommer over broen fra Frederiksholm, ligger et par kontorbygninger, der tidligere husede torpedobåds- og ubådseskadrernes kontorer langs P. Løwenørnsvej. Bag kontorbygningerne lå det store torpedoværksted. Også Søværnets Dykkerskole havde og har til huse i bygninger i dette område. Ud mod havnen var der tidligere anløbsbroer for torpedobåde og undervandsbåde, men de er væk.

#### Søværnets Officersskole
På hjørnet af H.C. Sneedorfs Allé og Bradbænken ligger en nyere, gul murstensbygning tegnet af Jens Klok. Det er Søværnets Officersskole, bygget i 1938, og her uddannedes søværnets officerer til 2018, hvor Søværnets Officers Skole flyttede til Svanemøllens Kaserne. Bygningen er den første, der direkte blev bygget til uddannelse af søofficerer. Tidligere havde Officersskolen, Kadetskolen, og hvad skolen nu ellers har heddet gennem tiden, haft til huse, hvor der "tilfældigvis" var plads, senest før den nuværende bygning i en bygning i Gernersgade i Nyboder, der oprindeligt var opført som pigeskole. Foran officersskolen ligger et af ankrene fra panserfregatten Peder Skram, der var i tjeneste fra 1864 til 1885.

#### Marsmarken
Over for officersskolen ligger en stor græsplæne. Her lå oprindeligt nogle af Nyholms byggebeddinger. Da de blev fjernet, blev der anlagt en græsplæne, men under 2. verdenskrig lagde tyskerne grus og sten på området, som derefter blev anvendt som eksercerplads. Nu er græsplænen tilbage på området, som i daglig tale blev kaldt Marsmarken blandt flådens folk. I dag er der indrettet idrætsplads med løbebane m.m.

#### Bradbænken
Bradbænken betragtes som Holmens "fineste" kaj. Her lå fregatterne Peder Skram og Herluf Trolle, når de var i havn. En bradbænk er et skrånende område ned mod vandet, hvor skibe kan kølhales og master monteres, og selv om det er mange år siden, at der er kølhalet skibe her, er navnet bevaret.
På Bradbænken ligger ubåden Sælen, der nu er åbnet som museum og er en del af museet Skibene på Holmen.

#### Planbygningen
I den anden ende af Marsmarken findes en stor, lav, gul bygning. Det er Planbygningen fra 1764. På stedet lå tidligere det såkaldte Chabelonhus, hvor man tegnede og udskar de spanter, som skulle bruges til skibene. Det var imidlertid meget faldefærdigt og blev revet ned, og Planbygningen blev opført i stedet med samme formål. I bygningen var der plads til alle spanterne til to orlogsskibe samtidigt. Senere har Planbygningen været anvendt som kuldepot, eksercerhus og skydebane og fungerer nu som idrætshal for Forsvarets personel.

#### Mastekranen
Planbygningen er sammenbygget med Mastekranen. Mange kalder den "Christan IV's mastekran", men det er ikke korrekt. Christian IV lod mange bygninger bygge i København, men han havde intet med mastekranen eller Holmen i øvrigt at gøre. Christian IV døde i 1648, og Holmen blev først grundlagt i 1680. Og mastekranen er først bygget i 1749 under Christian VI, altså mere end 100 år efter Christian IV's død.
Kranen er bygget helt af træ, og muren rundt omkring er kun en skal, der beskytter træværket mod vind og vejr. Hvis man ser op på udlæggeren, kan man se, at denne tilsyneladende er surret sammen med tjæret tovværk. Og sådan var det også tidligere for dels at gøre kranen mere elastisk og for at undgå, at jernbolte skulle svække træværket. I dag er den dog forstærket med stålbolte under surringerne. Fra kranens top hejste man om dagen et flag, om natten en rød lanterne, når der var stormvarsel, og kranen blev derfor kaldt "messedrengenes skræk". Kranen "tilhørte" matroskorpset og blev brugt til kølhaling af skibe, isætning af master mm. På Christiansholm stod en tilsvarende kran, som blev anvendt af artilleriet. Denne kran blev dog revet ned allerede i 1867. Mastekranens arkitekt er igen Philip de Lange.
I dag kan man få adgang til Mastekranen, hvis man besøger museet Skibene på Holmen.

#### Nyholms Hovedvagt
Ved siden af mastekranen ligger en forholdsvis lille bygning med et karakteristisk tårn med et ur og en krone. Det er Nyholms oprindelige Hovedvagt fra 1744, i mange år bare kaldet "Under Kronen" i daglig tale. Også Hovedvagten er tegnet af Philip de Lange, og nogen vil måske genkende "tårnet" fra to andre dansk offentlige bygninger, nemlig den gamle banegård i Korsør og tårnet på Christiansborg. Bygningen var som navnet antyder vagtbygning, senere blev der lavet kontorer for chefen for Flådestationen, senere Marinestationen og hans stab.

#### Elefanten
Elefanten er en mole på den nordligste del af Nyholm. Det er her fregatten Peder Skram, der i sin tid affyrede Hovsa-missilet mod Lumsås, ligger som museumsskib og er en del af museet Skibene på Holmen. Museet drives af frivillig arbejdskraft, og desværre har man kun mulighed for at se det i skolernes ferier eller ved at bestille en rundvisning hos museet Skibene på Holmen. Fra nokken af Elefanten gik der tidligere en færge , "Hønen", til Toldboden, som fragtede Holmens personale frem og tilbage. En anden færge gik fra Toldboden til Dokøen for dem, der arbejdede på Holmens sydlige del. Når Kongeskibet Dannebrog er i København, lægger det til ud for Elefanten i bøje 1. Stedet fik sit navn, da man i 1728 sænkede Orlogsskibet Elephanten (1703-1728) på tværs ved Nyholms nordlige ende; der opstod en ø, senere landfast, til beskyttelse for skibe, der lå for anker ved Nyholm. Elephanten kaldes nu Elefanten.

#### Sixtus og Rigets Flag
Bag Elefanten og rundt om de bygninger, hvor Marinekaserne København holder til, ligger et voldanlæg bestykket med gamle kanoner. Det er Batteriet Sixtus. Herfra affyres de officielle salutter i forbindelse med statsbesøg, kommandohejsning i Kongeskibet Dannebrog og andre officielle lejligheder. Det er dog ikke de gamle kanoner, der bliver brugt, men nyere 87 mm salutkanoner, der er opstillet på batteriet. Nogle mennesker opfatter salutskydning som noget negativt og krigerisk og mener, at det virker truende i stedet for festligt, men i virkeligheden er salutskydning et tegn på fredelige hensigter. Når orlogsskibe mødtes til søs, skød de deres kanoner tomme for at vise, at de ikke ville slås, og på den måde blev salutten et symbol på fred.
Flagstangen i den vestlige ende af Sixtus batteriet bærer Rigets Flag, altså Danmarks officielle suverænitetsflag, som har vajet her siden 1788. Tidligere vajede flaget fra Kastellet og endnu tidligere fra Kronborg. Flaget følger ikke reglerne i det almindelige flagreglement. Det sættes kun på halv stang langfredag og ved kongens eller dronningens død. Herudover kan kongehuset bestemme, at flaget skal sættes på halv, hvilket senest skete, da Christian X i 1941 beordrede flaget på halv, da Danmark blev tvunget til at udlevere seks torpedobåde til tyskerne.
Følges volden videre rundt ses en mindesten i form af en knækket mast. Det er mindestenen over Kaptajn Schrødersee. Under Slaget på Reden i 1801 ledede kronprinsen, den senere Frederik VI, slaget fra Sixtus. Der kom melding om, at Kaptajn Thurah på blokskibet Indfødsretten, var faldet. Schrødersee, der var syg og meget afkræftet, men som alligevel var på Sixtus, meldte sig frivilligt til at overtage kommandoen, men i samme øjeblik, som han gik om bord i Indfødsretten, blev han dræbt af en kanonkugle.
Området ved Sixtus blev renoveret i 2010. Rigets Flag vajede derfor i en periode fra en flagstang på ydermolen af Elefanten. Træerne er fjernet, men salutkanonerne står der stadig.

#### Marinekasernen
Marinekasernen ligger lige inden for Sixtus voldanlæg og udgør et trefløjet bygningskompleks. Bygningerne stammer fra 1908-1910 og er tegnet af Valdemar Birkmand. Tidligere havde nogle gamle udtjente træfregatter, blandt andre Sjælland, været anvendt som kaserner. Disse var dog nu ikke længere anvendelige, og da man ikke kunne skaffe erstatning for fregatterne, byggede man så kasernebygningerne – Søværnets Kaserne som den oprindeligt blev kaldt. Anlægget inkorporerer den ældre Holmens Arrest fra 1891, tegnet af C.T. Andersen.
Midt på gårdspladsen, foran Marinekasernen, er opstillet Thorvald Bindesbølls mindesmærke for Slaget på Reden fra 1902. Mindesmærket blev flyttet hertil i 1997 fra dets oprindelige plads på Kastellet.

#### Arresthuset
Ved siden af kasernen lå Holmens Arrest fra 1890, og tremmerne for vinduerne minder stadig om det oprindelige formål. I dag fungerer Arresthuset som værksted for Orlogsmuseets Modelbyggerlaug.

#### Bræddehytten
Ved siden af arresten ligger "Bræddehytten" som er bygget som KFUM-orlogshjem.

#### Radiostationen OXA
Foran bræddehytten ligger Søværnets radiostation OXA som er bygget i 1908 og er Danmarks ældste radiostation. Radiostationen blev udvidet i 1915 af Holmens arkitekt Olaf Schmidth. Radiostationen var tidligere placeret på Frederiksholm men blev flyttet til Nyholm i forbindelse med områdets omdannelse civilt bebyggelse.
OXA fungerer i dag som Søværnets museum for trådløs telegrafi med apparater helt tilbage fra 1899.www.oxa@oxa.dk

#### Spanteloftsbygningen
Spanteloftsbygningen fra 1742 strækker langs den nordlige ende af Søminegraven. Her blev skabeloner til skibenes spanter fremstillet – hvilket krævede et stort frit gulvareal. Det første orlogsværft lå ret foran bygningen, hvor der nu er græs mellem Søværnets Officersskole og Planbygningen (Marsmarken). Lige uden for den nordlige ende af Spanteloftsbygningen ses en stopbom fra en af de gamle beddinger, der lå, hvor nu Marsmarken ligger. I den nederste etage opbevarede man flådens chalupper. Ud mod kanalen kan man se chalupportene, hvor chalupperne blev taget ud og ind. Bygningens bindingsværk er lavet af træ fra et nedrevet ridehus ved Københavns Slot.

#### Fabriksmesterens kontor
Lige syd for Spanteloftsbygningen findes en høj bygning bygget sammen med en lav. Den høje bygning var tidligere kontor for Orlogsværftets Fabriksmester (chef). Senere har huset indeholdt kontorer for blandt andre Søværnets Auditør.

#### De gamle takkeladshuse
Den lave bygning, der er bygget sammen med Fabriksmesterens kontor, er Gamle Østre Takkeladshus, og vinkelret på dette ligger Gamle Vestre Takkeladshus. Disse to bygninger er Holmens ældste tilbageværende bygninger. De er bygget omkring 1725 til at rumme takkelagen for de oplagte skibe, men rummer i dag kontorer. Gamle Vestre Takkeladshus blev på et tidspunkt delt i to for at gøre plads til en sporvogn fra Nyholm til Frederiksholm.

## Anekdoter fra Holmen
På et sted, der er så gammelt som Holmen, vil der naturligvis i tidens løb opstå mange historier og anekdoter. Her skal bare fortælles et par stykker.

### Stammoderen til al madeiravin
I Kuglegården står også en stor gammel vinstok, og denne omtales ofte som stammoderen til al vin fra Madeira (ø). Helt sand er historien nok ikke, men noget er der alligevel om den. Vinstokken blev faktisk hjembragt fra Madeira af nogle kadetter fra et af de skibe, der besejlede De dansk-vestindiske øer. Man lagde typisk ind til Madeira, for at proviantere og forsyne sig med vand. Kadetterne "lånte" vinstokken, og opbevarede den om bord i vådt sand. Da man ankom til København, blev en stikling plantet i Nyboder, en ved Nysø Gods og en altså ved Arsenalbygningen. I 1873 blev vinen på Madeira angrebet af vinpest også kaldet (vinlus), og mange af øens vinstokke blev ødelagt. En enkelte sort uddøde helt, og man måtte opgive at avle denne. En dansk diplomat i Funchal kunne imidlertid huske vinen hjemme i Nyboder, og podekviste fra vinstokken her og på Arsenaløen blev sendt til Madeira. Man kan altså med nogen ret hævde, at vinstokken på Holmen er stammoder til en del af den madeiravin, vi drikker i dag.

Historien er ikke god nok viser dna-undersøgelser. En del af vinstokkene på Holmen blev fjernet juli 2007, da Skolen for Moderne Dans i den gamle Exercerhal fjernede frugtbuske og andre planter på skolens grund.

### De frække galionsfigurer
Ved gavlen af henholdsvis Nordre og søndre magasinbygning stod tidligere to galionsfigurer, der stod og "så på hinanden". Ved Søndre Magasin stod galionsfiguren fra orlogsskibet Dronning Marie, og overfor ved Nordre Magasin stod galionsfiguren fra skruefregatten Niels Juel. På Niels Juel figuren stod i øvrigt søheltens motto: Nec Temere, Nec Timide, som også kan findes gengivet på Søofficersskolen på Nyholm. Mottoet oversættes som "Hverken forvoven eller frygtsom". De to galionsfigurer holdt begge et scepter. Dronning Marie et forholdsvis langt scepter, som hun holdt i den nederste del. Niels Juel et noget kortere scepter, som han holdt nogenlunde midt på. Blandt flådens folk, som ikke altid tænker "pæne" tanker, blev det til, at dronning Marie siger til Niels Juel: "Så meget vil jeg have", mens Niels Juel svarer "Så meget kan du få".

### Sammenlægningen af officersskolerne
Der har tidligere været fremsat mange forslag om at sammenlægge de tre værns officersskoler, og sådan ender det vel også engang, men hidtil er det ikke sket, og et af forslagene blev engang afvist af en forsvarsminister med disse ord: "Jeg synes at det er fornuftigt, at Flyvevåbnets Officersskole ligger i Værløse, hvor flyene jo er, og at Søværnets Officersskole ligger på Holmen, hvor skibene er. Og Hærens Officersskole ligger såmænd også meget godt, der hvor den ligger på Frederiksberg Slot – lige ved siden af Zoologisk Have". Udtalelsen vakte forståeligt nok mere jubel i Flyvevåbnet og Søværnet end i Hæren

### Frederik IX busten på Officersskolen
På Søværnets Officersskole står der en buste af kong Frederik IX af bronze. Kadetterne havde for vane ved udnævnelse at give busten et "gnub på næsen", med ordene "Ka´du se, jeg ku´", med henvisning til de nye striber, med det resultat, at bustens næse blev helt blank. Da Kongen en gang skulle på besøg, kunne man ikke være bekendt at lade ham se sin egen buste med blankpoleret næse. Næsen blev derfor sværtet sort. Da Kongen kom forbi busten, gav han den selv et "gnub på næsen", og fik derfor sværte på hånden. Ifølge historien morede kongen sig en del over den sværtede næse.

### Flaget over "Under Kronen"
Tidligere (meget tidligere) flagede man af og til med et flag på en mast over kronen på Nyholms Hovedvagt. Det satte Frederik VI en stopper for. Da han under et besøg på Holmen så splitflaget "over kronen", meddelte han, at "Kronen er symbolet på Rigets højeste magt. Der står intet over den, end ikke flaget". Siden har der ikke været flaget fra hovedvagten.

## Flere billeder
- Søværnets Materielkommandos Hovedkontor.
- Proviantmagasinet. Kuglegårdens nordlige sidebygning.
- Masteskurene på Frederiksholms sydvestlige hjørne
- Bygningen bag byggepladsen var oprindeligt bygget til gasøvelser. Senere havde Flådestation Købehavns forsyningsafdeling til huse i bygningen.
- Ro-kanonbådskurene på Frederiksholm. Skurene er opført omkring 1840.
- Det gamle Exercer- og Gymnastikhus fra 1891 c eksisterer i stadig, men ligger klemt inde mellem nybyggede huse.
- Orlogsværftets Kedelsmedje på Frederiksholm. Bygningen er fra 1887, altså inden den samlede udflytning af skibsbygningen fra Nyholm til Frederiksholm.
- Den gamle tørdok med tilhørende pumpehus på Dokøen.
- De to højbanekraner viser stadig, at her lå engang et blomstrende skibsværft.
- Vestre Takkeladshus. Det ses af billedet, at huset er delt i to.
- Marinestationens flag.
- Søværnets Officersskole set fra "bagsiden" Tidligere var skolen kostskole, og bygningen, der vender ned mod iagttageren, rummede skolens lukafer
- Holmens gamle arresthus fra 1890. Forholdene i kaserneskibenes arrester var under al kritik, derfor byggede man den nye arrest "i land".
- En brand hærgede den 18. august 2006 fem af kanonbådsskurene